# 横浜の神代神楽
横浜の神代神楽（よこはまのじんだいかぐら）は、笛、大拍子、長胴太鼓を基本とする囃子に、神楽面をつけて舞う神道の歌舞。時に巫女舞や神拝などの様に直面で演じる無言劇の形態をとる。
横浜市域には、『古事記』や『日本書紀』の神話を素材とした「神代神楽（里神楽）」という神楽が江戸時代から伝えられている。鶴見区の市場神代郷神楽（萩原社中）、神奈川区の子安神代神楽（横越社中）、港北区の港北神代神楽（佐相社中）の三社中が横浜市無形民俗文化財保護育成認定団体に認定されている。また2011年に相模流里神楽師加藤俊彦により特定非営利活動法人里神楽・神代神楽研究会も設立されている。
2007年3月3日（土）から4月15日（日）、横浜市の横浜市歴史博物館で「企画展横浜の神代神楽－神楽師たちの近世近代－」が行われて話題となり、2009年には横浜能楽堂で神奈川の神楽という公演が行われ、多くの神楽社中が公演に参加した。
付属芸能として、面芝居を上演した社中が多かったが、ほとんど伝承されていない。